# François-Joseph Fétis
François-Joseph Fétis (Mons, 25 marzo 1784 – Bruxelles, 26 marzo 1871) è stato un musicologo, compositore e docente belga.

## Biografia
Figlio di un organista, studiò al conservatorio di musica di Parigi dove dal 1821 insegnò contrappunto e fuga.
Nel 1806 sposò una ricca ereditiera e successivamente la coppia si ritirò nelle Ardenne. Si impegnò in ricerche di carattere storico-musicale. Nel 1813 venne nominato dapprima organista nella chiesa di S. Pietro in Douai e poi anche insegnante di musica nella scuola locale. Proprio in quegli anni compilò un Metodo per il canto ed uno per l'armonia.
Nel 1821 ritornò a Parigi dove ottenne l'incarico di insegnare composizione al Conservatorio, e sei anni dopo fondò la Revue musicale, una rivista di musicologia, unica per il suo tempo di cui si occupò praticamente da solo. Contemporaneamente collaborò a giornali come il Temps e il National. Nel frattempo divenne anche bibliotecario del Conservatorio.
Nel 1833 divenne direttore del Conservatorio di Bruxelles, nomina che conservò fino alla sua morte. Ebbe per successore François-Auguste Gevaert. L'anno seguente prese contatto con la Gazette musicale de Paris di Maurice Schlesinger che unì alla propria rivista creata nel 1827, per fondare la Revue et gazette musicale de Paris. 
Compose musica per pianoforte a due e quattro mani; una sonata per violino; due sinfonie; una fantasia sinfonica per orchestra; una ouverture da concerto; un Requiem; romanze; sette opere. Al Fétis è attribuita da alcuni musicologi la controversa Aria di Chiesa in Mi minore, che di solito è attribuita ad Alessandro Stradella (altro autore a cui è attribuita è Louis Niedermeyer)
Scrisse la monumentale Biographie universelle des musiciens et bibliographie générale de la musique in otto volumi, vera miniera di notizie storiche e aneddoti.
Ebbe tra i suoi allievi Luigi Agnesi, Jean-Delphin Alard, Juan Crisóstomo de Arriaga, Louise Bertin, Guillermo Morphy, William Cusins, Julius Eichberg, Ferdinand Hérold, Frantz Jehin-Prume, Jacques-Nicolas Lemmens, Adolphe Samuel e Charles-Marie Widor.